# Mehurjevec
Mehurjevci so bojni plini, ki povzročajo težke poškodbe v obliki mehurjev in ran na koži, očeh, dihalih in prebavilih. To so smrtonosti strupi z dobro obstojnostjo in delovanjem. Kontaminacija ozemlja po enkratni uporabi lahko traja od le nekaj ur pa vse do več mesecev. Za razliko od ostalih bojnih strupov, povzročajo nepovratne poškodbe v strukturi celic. Če se uporabi mehurjevce v obliki kapljic ali tekočine, je osnovna pot vstopa v organizem skozi nepoškodovano kožo ali sluznico – hitrejše je prodiranje skozi sluznico. Pri izpostavljenosti manjšim koncentracijam vedno nastane mehur, pri višjih koncentracijah pa na kraju mehurja nekroza. Zaradi poškodb tkiva se lahko pojavijo sekundarne infekcije. Za smrt človeka je najmanjša količina strupa potrebna pri peroralnem vnosu, kjer se znaki zastrupitve običajno začenjajo z draženjem v grlu, izgubo glasu, bolečino v prsnem košu in kašljanjem. V prebavnem sistemu nastanejo hude poškodbe na sluznici požiralnika, želodca in črevesja. Zastrupljeni osebi je slabo, bruha, ima močne bolečine v trebuhu, pojavi se diareja.

## Predstavniki
- Iperit
- Lewisit